# Blackburne (cràter)
Blackburne és un cràter d'impacte en el planeta Venus de 30,5 km de diàmetre. Porta el nom d'Anna Blackburne (1726-1793), naturalista britànica, i el seu nom va ser aprovat per la Unió Astronòmica Internacional el 1994.